# Dimick Peaks
Die Dimick Peaks sind zwei Berggipfel im ostantarktischen Viktorialand, deren höherer 1495 m erreicht. In der Royal Society Range ragen sie an der Südseite der Mündung des Dale-Gletschers in den Skelton-Gletschers auf.
Das Advisory Committee on Antarctic Names benannte sie 1994 nach Dorothy Dimick, Kartografin des United States Geological Survey und Kapazität in der Abteilung für Spezialkarten für Antarktika von 1944 bis 1976.